# Vihuela
De vihuela of vihuela de mano is een acht-vormig snaarinstrument dat in de 16e eeuw, tijdens de renaissance, gedurende een halve eeuw populair was. Een bespeler van een vihuela wordt een vihuelista genoemd.

## Bouw
De vihuela de mano wordt uitsluitend met de hand vervaardigd uit hout. Hedendaagse vihuelabouwers gebruiken meestal, maar niet uitsluitend, vuren voor het bovenblad, esdoorn voor de klankkast en ebben voor de toets en stemschroeven. De klankkast heeft meestal een versierd klankgat (roset) dat in het bovenblad gesneden is. De fretten worden in tegenstelling tot de hedendaagse gitaar niet van alpaca gemaakt, maar aangebracht door de hals op bepaalde afstanden van elkaar met stukjes darm te omwinden (bunde). Traditioneel gezien wordt de vihuela de mano bespannen met zes (feitelijk elf) darmsnaren. Soms wordt ook wel een combinatie van met zilver omwonden en nylon snaren gebruikt. De gemiddelde snaarlengte is 60 cm.

## Stemming
Muzikaal gesproken worden de zes snaren onderverdeeld in vijf koren (van twee gelijkgestemde, niet geoctaveerde snaren) en de chanterelle (een enkele snaar). 
De meest gebruikelijke stemming is in twee kwarten, een grote terts en twee kwarten [44344]:
- G C F A D G

## Historie
Historisch gezien gaat de vihuela de mano terug tot de middeleeuwen. Vermoedelijk is het door de Spaanse elitebevolking ontwikkeld als tegenhanger van de luit, die sterk lijkt op de door de Moren tijdens de overheersing meegebrachte oed, een peervormig snaarinstrument zonder fretten dat met plectrum wordt bespeeld. De vihuela werd voornamelijk bespeeld in Spanje, en in mindere mate in Italië en Portugal. De Europese luit, die qua uiterlijk meer op de oed lijkt dan de vihuela, was populairder in het noorden van het continent, zoals Frankrijk, Duitsland, Engeland en Nederland.

## Typen
Er bestaan drie typen van de vihuela, die zich voornamelijk onderscheiden in speelwijze:
1. Vihuela de mano; bespeeld met de vingers; op luit-achtige wijze
2. Vihuela de penola; bespeeld met een plectrum
3. Vihuela de arco; bespeeld met een strijkstok; zoals bij een viola da gamba.

## Speelwijze

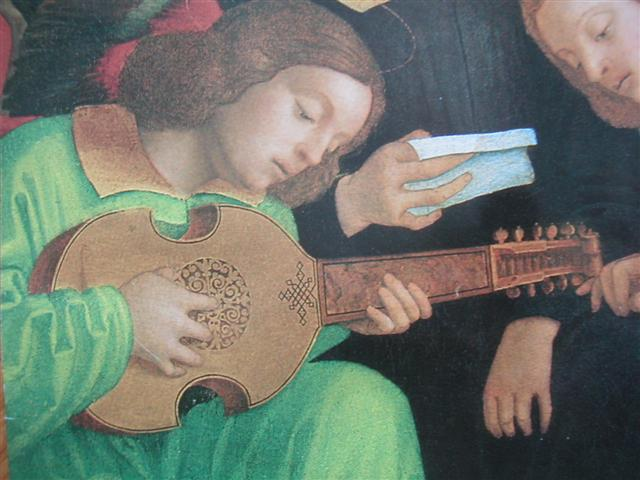
Vihuela de mano - ca. 1520

De vihuela de mano kent twee verschillende speelwijzen, die elkaar overigens niet noodzakelijk uitsluiten. Het verschil is vooral gelegen in de houding en speeltechniek van de hand waarmee de snaren getokkeld worden. Enerzijds kan de hand in de positie gehouden worden die vandaag de dag nog gebruikelijk is voor het bespelen van de klassieke gitaar. De snaren worden dan bespeeld met de nagels: melodieën met de wijs- en middelvinger. Dit levert over het algemeen een scherpere klank op. Anderzijds wordt de rechterhand ook wel in een kommetje gehouden waar men van boven in kan kijken. De snaren tokkelt men dan met de zijkant van de vingertoppen, wat een zachtere klank voortbrengt. Melodieën bespeelt men dan meestal afgewisseld met duim en wijsvinger, maar ook in deze houding komt een speelwijze van melodieën voor waarbij wijs- en middelvinger worden ingezet, zij het met de vingertoppen. 

## Repertoire
Het repertoire van de vihuela de mano bestaat hoofdzakelijk uit zeven overgeleverde, gedrukte bronnen, waarvan deels variaties of bewerkingen van vocale muziek. Daarnaast is het repertoire ook afkomstig uit werken voor luit, publicaties voor de combinatie toetsinstrument, harp en vihuela, en overgeleverde manuscripten voor de vihuela. Er bestaan tevens authentieke pedagogische bronfragmenten die specifiek ingaan op de vraag hoe de vihuela het best bespeeld kan worden. Dit materiaal is voor het overgrote deel afkomstig van Juan Bermudo.
Overgeleverde, gedrukte bronnen
- Luis de Milán, Libro de música de vihuela de mano, intitulado El Maestro. Valencia (1536)
- Luis de Narváez, Los seis libros del Delphin de música en cifra para tañer vihuela. Valladolid (1538)
- Alonso Mudarra, Tres libros de música en cifras para vihuela, intitulado Orphenica Lyra. Napoli (1546)
- Enríquez de Valderrábano, Libro de música de vihuela, intitulado Silva de sirenas. Valladolid (1547)
- Diego Pisador, Libro de música de vihuela. Salamanca. (1552)
- Miguel de Fuenllana, Libro de música para vihuela, intitulado Orphénica Lyra. Valladolid (1554)
- Esteban Daça (Enrique Daza), Libro de música en cifras para vihuela, intitulado El Parnasso. Valladolid (1576).

Repertoire afkomstig uit werken voor luit.
- Francesco da Milano, Intavolature de viola o vero lauto. Napoli, 1536

Publicaties met de combinatie toetsinstrument, harp en vihuela.
- Luys Venegas de Henestrosa, Libro de cifra nuvea para tecla, harpa y vihuela. Alcalá (1557)
- Tomas de Santa María, Libro llamada Arte de tañer fantasia, assi para tecla como para vihuela. Valladolid (1575)
- Antonio de Cabezón, Obras de música para tecla, arpa, y vihuela. Madrid (1578)

Overgeleverde manuscripten
- Siculus manuscript, bestaande uit fragmenten, ontdekt in een kopie van Lucius Marineus Siculus' Epistolarum familiarum. Valladolid (1514)
- Simancas manucript, fragmenten ontdekt in de Simancas archieven.
- Ramillete de flores, o colección de varias cosas curiosas. Spaanse nationale bibliotheek, Biblioteca nacional, Ms 6001, Madrid (1593)
- Barbarino manuscript, samengesteld door de luitist / castraat Barbarino (waarschijnlijk Napels) bevat +/- 400 werken van Napolitaanse, Spaanse, Italiaanse origine, Krakau, Bibliotheka Jagiellonska, Mus. Ms. 40032 (1580-1611)

Pedagogische bronnen
- Juan Bermudo, Tañer vihuela según Juan Bermudo. Polifonía vocal y tablaturas instrumentales.

## Bewaard gebleven exemplaren
- Zowel het Musée Jacquemart-André als het Musée de la Musique in Parijs bezitten een exemplaar.[2]
- Een exemplaar in de Iglesia de la Compañia de Jesús de Quito te Quito

## Bekende vihuela-spelers/vihuelistas
- Toyohiko Satoh (1943)
- Hopkinson Smith (1946)
- John Griffiths (1952)
- José Miguel Moreno